# Leiomyza kaszabi
Leiomyza kaszabi är en tvåvingeart som beskrevs av Papp 1972. Leiomyza kaszabi ingår i släktet Leiomyza och familjen smalvingeflugor.
Artens utbredningsområde är Mongoliet. Inga underarter finns listade i Catalogue of Life.